# Levstik-Platz
Levstik-Platz (slowenisch: Levstikov trg) ist der Name eines Platzes in der Altstadt von Ljubljana, Slowenien. Er wurde nach dem slowenischen Schriftsteller Fran Levstik benannt. Der Platz liegt nahe der St.-Jakobs-Brücke über die Ljubljanica. Gestaltet wurde er vom Architekten Jože Plečnik in den Jahren 1926 und 1927.

## Geschichte
Den heutige Levstik-Platz befindet sich neben der St.-Jakobs-Kirche. Er trug vor 1952 den Namen St.-Jakobs-Platz.
Sein heutiges Aussehen erhielt er in den Jahren 1926 und 1927, als Jože Plečnik ihn umgestaltete. Die unmittelbare Umgebung der St.-Jakobskirche trennte Plečnik mit einer Reihe hoher Pappeln vom restlichen Platz, der nach dem Brand des dortigen Jesuitenkollegiums im Jahre 1774 entstanden war. Den zentralen Teil des kleinen Parks umgab er mit Kugeln, denen er kugelförmige Ahorne linienförmig gepflanzt hinzugesellte.
Im vorderen Teil steht eine Mariensäule mit einer Statue der Gottesmutter, die 1681–82 gegossen wurde. Sie ist ein Werk des Salzburger Bildhauers Wolf Weisskirchner. Plečnik ersetzte 1938 den Träger durch eine neue Säule, die er selbst gestaltete. An die Grenzlinie zwischen dem streng gestalteten Teil des Parks und den Bäumen in seinem Hintergrund, versetzte er einen barocken Steinbrunnen.